# Axel Wirén
Axel Wirén, född 12 juli 1860 i Aspö församling, Södermanlands län, död 22 januari 1925 i Uppsala församling, var en svensk zoolog. 
Wirén blev student 1879, docent i zoologi 1885, filosofie doktor 1886, tillförordnad prosektor vid zootomiska laboratoriet 1888, extra ordinarie professor i jämförande anatomi 1893, ordinarie professor i zoologi 1908, allt vid Uppsala universitet. Wirén, som 1891 studerade cytologi på Walther Flemmings laboratorium i Kiel och flera gånger i vetenskapligt syfte besökte zoologiska institutioner i skilda delar av Europa, vistades under många år alltsedan 1883 om somrarna vid Kristinebergs zoologiska station för sina undersökningar av vissa lägre havsdjur, främst ringmaskar och urmollusker.
Resultaten av dessa mycket omfattande och ingående undersökningar publicerade Wirén i bland annat Om cirkulations- och digestionsorganen hos annelider av familjerna Ampharetidæ, Terebellidæ och Amphictenidæ (1885), Beiträge zur Anatomie und Histologie der limnivoren Anneliden (1887) samt i det viktiga arbetet Studien über die Solenogastres (1892); både detta och det förstnämnda belönades med Flormanska priset. Vidare kan framhållas Über die Selbstverstümmelung bei Carcinus maenas (1896), hans tillsammans med Karl Bror Jakob Forssell utgivna lärobok för elementarskolan Jämförande framställning af djurens organsystem (1896) samt Zoologiens grunddrag (1899–1902). 
Wirén invaldes som ledamot av Vetenskapssocieteten i Uppsala 1901 och av Kungliga Vetenskapsakademien 1902. Han instiftade Wiréns stipendium.